# Gustav Holst
Gustav Holst, angleški skladatelj, * 21. september 1874, Cheltenham (Anglija), † 25. maj 1934, London.
Holst je izšel iz nemške glasbene družine, ki se je v Anglijo priselila iz Sankt Peterburga. Glasbo je študiral na Royal College of Music v Londonu. Težave z roko so ga prikrajšale za kariero koncertnega pianista. Preživljal se je kot pozavnist in korepetitor v orkestru, kasneje pa je postal profesor glasbe na ugledni St. Paul School of Music in predavatelj kompozicije na Royal College of Music ter na univerzi v Readingu. Holst je bil dokaj plodovit skladatelj, napisal je več oper (Čarobno zrcalo, Mladostna izbira, Savitri), simfoničnih del (Walt Whitman, Mistični trobentač, Beni Mora) in vrsto salonskih skladb in pesmi. V mladosti se je zgledoval po glasbi Richarda Wagnerja, Richarda Straussa, Griega in Čajkovskega, močno pa je nanj vplival tudi njegov prijatelj, skladatelj Ralph Vaughan Williams, ki ga je navdušil za angleško ljudsko glasbo. Kasneje je Holst absorbiral tudi vplive svojih sodobnikov Paula Dukasa, Gabriela Faureja, Igorja Stravinskega in Arnolda Schoenberga, vendar je uspel izoblikovati svoj osebni stil, ki ga označujejo asimetrija, ritmična razgibanost, uporaba poliritmičnosti in bitonalnosti, ostinatnih ritmičnih in modalnih vzorcev ter predvsem nekakšna zavestno gojena nepredvidljivost in nekonvencionalnost, ki dajeta njegovim najboljšim skladbam poseben lesk. Kot kažejo že poetični naslovi njegovih del, se je Holst zanimal za književnost, ezoteriko, vzhodnjaške religije in podobne nenavadne stvari. Učil se je celo sanskrta, njegov prijatelj Clifford Bax pa ga je vpeljal v skrivnosti astrologije. 

## Planetiop. 32, suita za veliki orkester
Prav igra nebesnih teles je poleg žgočega vprašanja vojne in miru tema njegovega najbolj popularnega dela, Planetov. Skladba je nastajala med letoma 1914 in 1917. Holst jo je najprej zasnoval kot skico za klavir štiriročno, instrumentacijo pa so v okviru obveznih vaj deloma prispevali tudi njegovi študentje kompozicije. Skladba zahteva veliki orkester in ženski zbor, vsak od sedmih stavkov pa opisuje prevladujoč simbolni karakter enega od planetov. Prvi stavek, Mars, je odraz tesnobe ob izbruhu prve svetovne vojne in njegov brutalni petdobni ritmični obrazec ponazarja kruto resničnost zahodne fronte. Marsu sledi Venera, tokrat v vlogi prinašalke miru, brez katerega ni ljubezni. Za njima se zvrstijo ostali planeti, živahni Merkur, obilni, a razigrani Jupiter, resnobni Saturn, čarovnik Uran in mistično navdahnjeni Neptun. Planeti se končajo z eterično vokalizo ženskega zbora. Delo je ob finančni podpori Holstovih prijateljev prvič izvedel dirigent Adrien Boult v Londonu 29. septembra 1918. Pel je dekliški zbor šole sv. Pavla, kjer je skladatelj kot profesor prebil dobesedno večji del svojega življenja. Že prva izvedba je doživela triumfalen sprejem. Planeti so Holstu prinesli slavo in uspeh. Še danes učinkujejo sveže in jih po pravici uvrščajo med simfonične mojstrovine 20. stoletja. Njihova glasba pušča domišljiji prosto pot v svet magične resničnosti, ki jo uravnavajo skrivnostna zvezdna pota, astralna znamenja, nebesne hiše, ascendenti, descendenti in konjunkcije nebesnih teles. Mar niso astrologije iznašli z enakim namenom kot sedmere umetnosti: v tolažbo dušam, naveličanim stroge vere in puste znanosti? 

### Glasbene datoteke
- Imate z zagonom datotek težave? Poskusite si pomagati s pomočjo za predstavnostno gradivo.

## Pomembnejša glasbena dela

### Skladbe za pevski zbor
- Koralne himne iz Rig Vede (1908-1912)
- Prva koralna simfonija (1923-1924)
- The Cloud Messenger (1910-1912)
- Večerna straža (1924)
- Jezusova himna (1917)
- Nunc Dimittis (1915)
- Duhovni popotnik (1932)
- Oda smrti (1919)
- 6 koralnih ljudskih pesmi (1916)
- Pesmi iz skladbe "the Princess" (ženski glasovi) (1905)
- This Have I Done for My True Love (1916)
- 2 psalma (1912)

### Opere
- Savitri (1908-1909)
- Čarobno zrcalo (1929-1930)
- Mladostna izbira

### Orkester
- Brook Green suita (1933)
- Edgon Heath (1927)
- Planeti (1914-1916)
- St. Paul's Suite (1913)
- 2 pesmi brez besed (1906)

### Pihalni orkester
- Suita Moorside
- Suita št. 1 v Es (1909)
- Suita št. 2 v F (1911)
- Suita št. 3 v d za saksofon
- Hammersmith (1930)